# Comuna Seredneakî, Hadeaci
Seredneakî (în ucraineană Середняки) este o comună în raionul Hadeaci, regiunea Poltava, Ucraina, formată din satele Jovtneve, Konovalove, Seredneakî (reședința), Vethalivka și Vîrișalne.

## Demografie
Componența lingvistică a comunei Seredneakî
     Ucraineană (97,43%)
     Rusă (2,32%)
     Alte limbi (0,08%)
Conform recensământului din 2001, majoritatea populației comunei Seredneakî era vorbitoare de ucraineană (97,43%), existând în minoritate și vorbitori de rusă (2,32%).